# Inga goldmanii
Inga goldmanii ist eine Baumart aus der Unterfamilie der Mimosengewächse (Mimosoideae). Sie ist in Mittel- und Südamerika beheimatet.

## Beschreibung
Inga goldmanii ist ein mittelgroßer Baum, der Stamm ist grau und rot gemustert, junge Zweige schwach korkwarzig, dicht rostrot flaumig behaart. Die Blätter sind vier-, selten drei- bis fünffach paarig gefiedert, die elliptischen bis eiförmigen Blättchen biegesteif ledrig und unterseitig behaart, auf der Mittelrippe finden ein bis zwei Drüsen. Das äußerste Blättchenpaar ist 18 bis 25 Zentimeter lang und 7 bis 14 Zentimeter breit, das innerste Blättchenpaar 5 bis 9 Zentimeter lang und 3 bis 6 Zentimeter breit.
Die Blattrhachis ist 11 bis 15 Zentimeter lang, breit geflügelt. Die Nebenblätter sind bis zu 2 Zentimeter lang und dauernd.
Die Blütenstände entspringen den Blattachseln und stehen einzeln oder in Paaren, sie sind Ähren oder Trauben. Der Schaft ist 7,5 bis 9, selten bis zu 13 Zentimeter lang. Die flachen bis vierkantigen Früchte sind 18 bis 30 Zentimeter lang, 3 bis 6 Zentimeter breit, dicht rostrot behaart, gerade oder in sich verdreht.

## Verbreitung
Die Art ist heimisch von Nicaragua bis Venezuela und besiedelt gestörte Standorte im Tiefland wie Regenwälder, Grasland und Straßenränder.

## Systematik und Botanische Geschichte
Inga goldmanii wurde 1916 von Pittier erstbeschrieben.

## Nachweise
- Anton Weber, Werner Huber, Anton Weissenhofer, Nelson Zamora, Georg Zimmermann: An Introductory Field Guide To The Flowering Plants Of The Golfo Dulce Rain Forests Costa Rica. In: Stapfia. Band 78, Linz 2001, S. 279, ISSN 0252-192X / ISBN 3854740727, zobodat.at [PDF]